# غودفري كاسترو
غودفري كاسترو (بالإنجليزية: Godfrey Castro) (من مواليد 20 أبريل 1985) هو ملاكم هاوي من الفلبين شارك في وزن الذبابة الخفيف (48 كغم) في دورة الألعاب الآسيوية 2006 وحصل على الميدالية البرونزية بعد خسارته في الدور قبل النهائي من التايلندي سوبان بانون 40-20.
في التصفيات المؤهلة لدورة الألعاب الأولمبية الصيفية التالية خسر المركز الثالث أمام جيتندر كومار ولم يتأهل.